# 綿志
儀順郡王綿志（1768年5月3日—1834年5月19日），愛新覺羅氏，儀慎親王永璇長子，母側室王玉英，儀親王系第二代。
他在乾隆三十三年三月（1768年）出生，嘉慶四年正月（1799年）受封為不入八分輔國公，嘉慶七年十二月（合1803年）進封為貝子，十四年正月（1809年）再進封為貝勒，十八年（1813年）清廷賞加郡王銜頭，但在二十年（1815年）被削去。嘉慶二十四年（1819年）朝廷恢復他的郡王銜頭，不過一年後又削去，到道光三年（1823年）才再次恢復郡王銜頭。道光十二年（1832年）接替父親成為儀親王第二代，但因為儀親王並非世襲罔替的爵位，因此他的封爵只是郡王。
綿志只承繼郡王兩年，就在道光十四年四月（1834年）去世，虛齡六十七岁，由四子奕絪襲封儀親王系第三代，不過需遞降為貝勒。

## 事跡
嘉慶十八年林清之亂，八卦教頭目林清買通宦官，趁嘉慶帝在熱河舉行木蘭秋狩時，率領教徒兩百人攻入紫禁城，皇子綿寧（後來的道光帝）取出宮中封禁的火槍，狙殺兩人。綿志殺一人，並指揮部隊抵禦。林清被捕後凌遲處死。